# واکندورف ای
واکندورف ای (به آلمانی: Wakendorf I) یک شهر در آلمان است که در زگه‌برگ واقع شده‌است. واکندورف ای ۱٬۳۴۶ نفر جمعیت دارد.